# ITF Bad Waltersdorf
Das ITF Bad Waltersdorf (offiziell: Thermenregion Bad Waltersdorf Open) ist ein Tennisturnier des ITF Women’s Circuit, das in Bad Waltersdorf, Österreich ausgetragen wird.

## Siegerliste

### Einzel
| Jahr                   | Siegerin               | Finalgegnerin       | Ergebnis      |
| ---------------------- | ---------------------- | ------------------- | ------------- |
| ↓ Kategorie: $10.000 ↓ |                        |                     |               |
| 2011                   | Wiktorija Kan          | Kateřina Vaňková    | 7:63, 6:1     |
| 2012                   | Julia Mayr             | Zuzana Zálabská     | 6:3, 6:3      |
| 2013                   | Adrijana Lekaj         | Yvonne Neuwirth     | 6:2, 6:4      |
| 2014                   | Barbara Haas           | Iva Mekovec         | 7:66, 6:3     |
| 2015                   | Zuzana Zálabská        | Diana Šumová        | 5:7, 7:5, 6:1 |
| 2016                   | Kathinka von Deichmann | Gabriela Pantůčková | 7:5, 6:4      |

### Doppel
| Jahr                   | Siegerinnen                        | Finalgegnerinnen                     | Ergebnis           |
| ---------------------- | ---------------------------------- | ------------------------------------ | ------------------ |
| ↓ Kategorie: $10.000 ↓ |                                    |                                      |                    |
| 2011                   | Sandra Martinovic Kateřina Vaňková | Pia König Yvonne Neuwirth            | 6:3, 3:6, [10:8]   |
| 2012                   | Réka-Luca Jani Christina Shakovets | Alexandra Nancarrow Katharina Negrin | 6:2, 6:0           |
| 2013                   | Lenka Kunčíková Karolína Stuchlá   | Adrijana Lekaj Karla Popović         | 6:4, 7:66          |
| 2014                   | Pia König Polona Reberšak          | Kristýna Hrabalová Tereza Janatová   | 64:7, 7:5, [14:12] |
| 2015                   | Natalie Suk Anna Vrbenská          | Nikola Hofmanova Janina Toljan       | 6:1, 7:5           |
| 2016                   | Nina Potočnik Polona Reberšak      | Nastja Kolar Francesca Stephenson    | 6:3, 6:4           |

## Quelle
- ITF Homepage